# Leptothyra filifera
Leptothyra filifer là một loài ốc biển, là động vật thân mềm chân bụng sống ở biển thuộc họ Colloniidae.